# Culicoides albosparsus
Culicoides albosparsus är en tvåvingeart som beskrevs av Jean-Jacques Kieffer 1918. Culicoides albosparsus ingår i släktet Culicoides och familjen svidknott.
Artens utbredningsområde är Etiopien. Inga underarter finns listade i Catalogue of Life.